# Jandaia (Goiás)
Jandaia é um município brasileiro do estado de Goiás. Situa-se no planalto central do Brasil, na Mesorregião do Sul Goiano e na Microrregião do Vale do Rio dos Bois, situado entre o Morro do Segredo e a Serra do Boqueirão, a 637 m de altitude, e dista 120 km da capital estadual, Goiânia, e 329 km da capital federal, Brasília. O município cobre uma área de 864,1 km² e sua população, conforme estimativas do IBGE de 2022, era de 6 272 habitantes.
Mantendo uma alta taxa de arborização, Jandaia também dispõe 4 praças, que contribuem para o bem-estar da população, dentre elas a Praça da Matriz, a Praça São Sebastião e o Lago do Parque Recreativo Lambari.
Foi criado pela Lei nº 791, de 05 de outubro de 1953.

## Etimologia
A origem do nome da cidade (Jandaia) vem de uma espécie de periquito do género Aratinga que vive na região.

## Geografia

### Clima
O clima predominante é o tropical úmido com uma temperatura média de 21 °C. As temperaturas mais baixas ocorrem entre os meses de Maio a Agosto, onde a temperatura costuma chegar a valores próximos de 10 °C ou até menos. Altitude media: 650 metros.

### Vegetação
Predominantemente estes dois tipos de vegetação:
- Constituída por bosques com árvores de copa larga e alguma vegetação herbácea, alta e densa;
- Savana baixa, com árvores cada vez mais baixas e vegetação herbácea menos densa e mais baixa. No Brasil esta última recebe o nome de cerrado, com árvores baixas de casca grossa e raízes profundas.

## Economia
Sua economia se baseia basicamente na agricultura e pecuária.

## Cultura e lazer

### Cultura
Possui o carnaval de rua da região, atraindo centenas de foliões de outras cidades. Em junho, realiza-se uma festa junina, com apresentações de quadrilhas locais e regionais num grande arraiá construído pela prefeitura, fechando a praça São Sebastião.

### Lazer
Praças:
Praça da Matriz, Praça da Bíblia, Praça São Sebastião e Praça do Kennedy.
Estádio de futebol:
Estádio João Vieira dos Santos.
Parques:
Parque Recreativo Lambari.
Voos Livres:
Morro Água Limpa.